# Fire with Fire
«Fire with Fire» —en español: «Fuego contra fuego»—es el primer sencillo del álbum Night Work de la banda estadounidense de pop, Scissor Sisters. Esta canción fue incluida en el videojuego FIFA 11.

## Listas de canciones
Sencillo de CD
1. "Fire With Fire" - 4:19
2. "Invisible Light" (Siriusmo Remix) - 4:32

Vinilo de 12" (Reino Unido)
1. "Fire With Fire" - 4:19
2. "Fire With Fire" (Rory Philips Remix)
3. "Fire With Fire" (A cappella)

EP de iTunes (Reino Unido)
1. "Fire With Fire" - 4:19
2. "Fire With Fire" (Digital Dog Radio Remix) - 2:42
3. "Invisible Light" (US 12") - 7:25

Mezclas oficiales
1. "Fire With Fire" (Álbum Versión) - 4:19
2. "Fire With Fire" (Digital Dog Club Mix) - 5:30
3. "Fire With Fire" (Rauhofer Reconstruction Mix) - 8:51
4. "Fire With Fire" (Digital Dog Dub) - 6:16
5. "Fire With Fire" (Digital Dog Radio Edit) - 2:42
6. "Fire With Fire" (Radio Edit) - 3:41

## Desempeño en listas
«Fire with Fire» debutó en la lista Irish Singles de Irlanda en la posición 25 el 24 de junio de 2010. El sencillo, posteriormente, subió nueve posiciones la semana siguiente. El 9 de julio de 2010, el sencillo cayó ocho posiciones para quedar en el número 24.
El sencillo también debutó en la posición 11 en la lista UK Singles el 27 de junio de 2010, posicionando a este sencillo como el cuarto más exitoso de Scissor Sisters en ese país, después de «I Don't Feel Like Dancin'», «Filthy/Gorgeous» y «Comfortably Numb», que alcanzaron las posiciones 1, 5 y 10 respectivamente. En su segunda semana en la lista, el sencillo cayó un lugar al número 12, a pesar del lanzamiento del álbum Night Work.
| Lista (2010)                                | Posición |
| ------------------------------------------- | -------- |
| Alemania (Media Control AG)                 | 51       |
| Austria (Ö3 Austria Top 40)                 | 26       |
| Bélgica (Flandes) (Ultratop 50)             | 48       |
| Bélgica (Valonia) (Ultratip Bubbling Under) | 11       |
| España (PROMUSICAE)                         | 15       |
| Estados Unidos (Hot Dance Club Songs)       | 1        |
| European Hot 100                            | 29       |
| Irlanda (IRMA)                              | 16       |
| Países Bajos (Mega Single Top 100)          | 97       |
| Reino Unido (UK Singles Chart)              | 11       |
| Suecia (Sverigetopplistan)                  | 36       |
| Suiza (Schweizer Hitparade)                 | 57       |

| Listas de fin de año (2010)          | Posición |
| ------------------------------------ | -------- |
| Estados Unidos (Hot Dance Club Play) | 4        |
| España (Spanish Top 20 TV)           | 18       |
| Italia (Italian Singles Chart)       | 90       |

### Sucesión en listas
| Predecesor: «I Like It» de Enrique Iglesias con Pitbull | Hot Dance Club Songs — Sencillo Nro 1 4 de septiembre de 2010 — 10 de septiembre de 2010 | Sucesor: «Dynamite» de Taio Cruz |

## Vídeo musical
El vídeo musical fue dirigido por Philip Andelman.
Notas de producción
- Director: Philip Andelman
- Coproducción: Partizan
- Productor: Billy Parks
- Director de fotografía: Omer Ganai